# ISO 16610
 (juillet 2016).
Si vous disposez d'ouvrages ou d'articles de référence ou si vous connaissez des sites web de qualité traitant du thème abordé ici, merci de compléter l'article en donnant les références utiles à sa vérifiabilité et en les liant à la section « Notes et références ».
La norme internationale NF EN ISO 16610 : Spécification géométrique des produits (GPS) – Filtrage est une série de normes ISO sur le filtrage en métrologie des états de surface qui décrit les différents types de filtres et leur usage pour diverses applications.
Les filtres sont utilisés dans l'analyse des états de surface et des écarts de forme pour réduire la bande passante d'analyse afin de déterminer des corrélations fonctionnelles entre un phénomène physique tel que la friction, l'usure, l'adhésion, etc., et des paramètres d'état de surface. Par exemple, le filtrage est utilisé pour séparer la rugosité et l'ondulation à partir du profil primaire, ou pour créer une décomposition multi-échelle afin d'identifier l'échelle à laquelle un phénomène intervient. 
Historiquement, les premiers profilomètres à contact utilisaient des filtres électroniques composés de résistances et de condensateurs pour éliminer les basses fréquences et retenir les fréquences du signal représentant la rugosité. Plus récemment, les filtres numériques implémentés dans des logiciels ont remplacé ces filtres analogiques et ont été normalisés, notamment avec la norme NF EN ISO 11562 de 1997 qui définissait le filtre gaussien, et aujourd'hui avec la norme NF EN ISO 16610.

## Boîte à outils de filtrage en états de surface
Aujourd'hui, la série de normes NF EN ISO 16610 fournit un grand nombre de filtres. Cette série fait partie des normes GPS de spécification géométrique des produits développés par le comité technique TC 213. Il n'existe pas de filtre universel qui répond à toutes les applications et avec toutes les qualités sans les inconvénients. C'est la raison pour laquelle plusieurs filtres sont nécessaires car ils ne sont pas tous interchangeables et s’adressent chacun à des applications différentes.

## Matrice de filtres
L'ISO 16610 est composée de deux familles de documents, l'un décrivant les filtres de profils (ouverts ou fermés), l'autre décrivant les filtres surfaciques. Une introduction générale est donnée dans : NF EN ISO 16610-1 : Vue d'ensemble et concepts de base.

### Filtres de profils
Les filtres de profils sont définis d'une part sur les profils ouverts mesurés le long d'un axe linéaire par un profilomètre et exprimés sous la forme z=f(x), et d'autre part pour les profils fermés mesurés par un appareil de circularité autour d'une pièce de révolution, et exprimés sous la forme rayon=f(angle). Ces documents normatifs ont d'abord été publiés sous forme de spécification technique (TS) avant d'être convertis récemment en norme internationale (IS) ou pour certains d'être annulés.
Les parties qui concernent les filtres de profils sont :
- NF EN ISO 16610-20 : Filtres de profils linéaires : concepts de base (publié en 2015)
- NF EN ISO 16610-21 : Filtres de profil linéaires : filtres gaussiens (publié en 2011)
- NF EN ISO 16610-22 : Filtres de profil linéaires : filtres splines (publié en 2015)
- NF EN ISO 16610-28 : Filtres de profil linéaires : effets de bords (publié sous forme de TS en 2010)
- NF EN ISO 16610-29 : Filtres de profil linéaires : filtres par ondelettes (publié en 2015)
- NF EN ISO 16610-30 : Filtres de profil robustes : concepts de base (publié sous forme de TS en 2009)
- NF EN ISO 16610-31 : Filtres de profil robustes : filtres de régression gaussiens (publié sous forme de TS en 2010)
- NF EN ISO 16610-40 : Filtres de profil morphologiques : concepts de base (publié en 2015)
- NF EN ISO 16610-41 : Filtres de profil morphologiques : filtres segment linéaire et disque (publié en 2015)
- NF EN ISO 16610-45 : Filtres de profil morphologiques : filtres de segmentation (planifié pour plus tard)
- NF EN ISO 16610-49 : Filtres de profil morphologiques : techniques d'échelle (publié en 2015)

Note : la spécification technique ISO 16610-32 sur les filtres splines robustes a été publiée comme TS en 2009 mais a été annulée en 2015.

### Filtres surfaciques
Les filtres surfaciques sont définis pour des surfaces mesurées soit par profilomètres à balayage latéral, soit par profilomètres optiques (à balayage vertical). 
Les parties concernant les filtres surfaciques sont :
- NF EN ISO 16610-60 : Filtres surfaciques linéaires : concepts de base (publié en 2015)
- NF EN ISO 16610-61 : Filtres surfaciques linéaires : filtres gaussiens (publié en 2015)
- NF EN ISO 16610-62 : Filtres surfaciques linéaires : filtres splines
- NF EN ISO 16610-68 : Filtres surfaciques linéaires : effets de bords (planifié pour plus tard)
- NF EN ISO 16610-69 : Filtres surfaciques linéaires : filtres par ondelettes splines
- NF EN ISO 16610-70 : Filtres surfaciques robustes : concepts de base
- NF EN ISO 16610-71 : Filtres surfaciques robustes : filtres de régression gaussiens (publié en 2014)
- NF EN ISO 16610-80 : Filtres surfaciques morphologiques : Concepts de base
- NF EN ISO 16610-81 : Filtres surfaciques morphologiques : Filtres sphère et plan horizontal
- NF EN ISO 16610-85 : Filtres surfaciques morphologiques : Filtres de motifs (publié en 2013)
- NF EN ISO 16610-89 : Filtres surfaciques morphologiques : techniques d'échelle

## Guide pour l'utilisation des filtres d'états de surface
La section suivante décrit quelle application convient à quel filtre. Des références à des publications ou des livres sont fournies quand elles sont disponibles. Les lecteurs de cette page sont encouragés à ajouter ci-dessous des applications prouvées en lien avec l'analyse des états de surface et la tribologie lorsqu'un filtre particulier fournit des résultats intéressants.
- Partie 21 - Filtre de profil gaussien
  - Filtrage de la micro-rugosité (lambda S)
  - Séparation de l'ondulation et de la rugosité (lambda C)
  - Filtre passe-bande
- Partie 22 - Filtre de profil spline
- Partie 29 - Filtre de profil par ondelettes splines
- Partie 31 - Filtre de profil gaussien robuste
- Partie 41 - Filtre de profil morphologique
- Partie 45 - Filtre de profil de segmentation
- Partie 49 - Filtre de profil d'analyse d'échelle
- Partie 61 - Filtre surfacique gaussien
  - Filtrage de la micro-rugosité (Filtre S)
  - Filtrage pour générer une surface S-L (Filtre L)
- Partie 62 - Filtre surfacique par splines
- Partie 71 - Filtre surfacique de régression gaussien
  - Filtrage de la micro-rugosité (Filtre S) sur des états de surface stratifiés ou structurés
  - Filtrage pour générer une surface S-L (Filtre L) sur des états de surface stratifiés ou structurés
  - Filtrage pour générer une surface S-F (Filtre F)
  - Détection des points aberrants
- Partie 81 - Filtre surfacique morphologique
  - Filtre F pour aplatir la forme d'une surface avec l'enveloppe supérieure ou inférieure
  - Déconvolution de l'effet de pointe d'un AFM ou d'un profilomètre à contact
- Partie 85 - Filtre surfacique de segmentation
  - Identification de structures (grains, pores, cellules de texture, etc.)
  - Redressement automatique sur un MEMS ou un composant mécanique à plusieurs plans
- Part 89 - Areal Scale space technique[Quoi ?]